# Prieuré Saint-Nicolas des Basses-Loges
Le prieuré Saint-Nicolas, plus communément prieuré des Basses-Loges, était un monastère carmélite situé à Avon, dans le département français de Seine-et-Marne. Du complexe monastique XVIIe, il ne reste aujourd'hui qu'un seul bâtiment en usage depuis le XIe siècle.
Le prieuré est partiellement protégé : les façades et les toitures du prieuré ainsi que le jardin sont inscrits aux monuments historiques, depuis le 11 juillet 1991.

## Historique

### Construction
En 1310, un hospice de pèlerins à douze lits est construit à l'emplacement de ce qui deviendra plus tard le prieuré au carrefour de deux rues importantes d'Henri d'Autry et mis sous tutelle spirituelle.

### Exploitation
Avec la prise de contrôle du complexe par les Carmélites de Touraine en 1632, la cause caritative est abandonnée. Grâce aux dons reconnaissants d'Anne d'Autriche, l'épouse du roi Louis XIII, le monastère a fleuri à nouveau. Selon la légende, Anne d'Autriche a prié ici après 22 années de mariage sans enfant pour la conception. Sa prière a été exaucée, de sorte qu'en 1638, elle a donné naissance au Dauphin qui sera plus tard le roi Louis XIV. Le financement s'est poursuivi sous la direction de son épouse Marie Thérèse, afin de pouvoir construire des bâtiments du monastère, une chapelle et six cellules de moine. Dans la tourmente de la Révolution française, les moines se dispersent et, en 1791, les bâtiments sont d'abord nationalisés et vendus au marchand parisien Pierre Philibert Giot, qui deviendra plus tard le maire d'Avon. L'église et la chapelle ont été démolies et le bâtiment précédent a été transformé en maison de campagne. En conséquence, il a changé de mains plusieurs fois .
En 1922, l'ésotériste Georges I. Gurdjieff achète la propriété pour établir son institut pour le développement harmonieux de l'homme. L'écrivaine Katherine Mansfield, une de ses disciples, y est décédée le 9 janvier 1923. Après avoir été presque démolie, la maison a été progressivement rénovée dans les années 1990.

### Ouvrages encyclopédiques
- [Flohic 2001] Jean-Luc Flohic, Le Patrimoine des communes de Seine-et-Marne, t. I, Paris, Flohic, mars 2001, 1re éd., 1 507 p. (ISBN 2-842-34100-7), Canton de Fontainebleau, « Avon », p. 561-565.

### Articles de périodiques
- Matthias Blazek: Le Prieuré des Basses-Loges . Dans: Camaraderie de Fontainebleau - Bulletin du Cercle des amis des représentants militaires allemands en France, n ° 14, juin 1999, Fontainebleau 1999, p. 14   f.

### Ouvrages spécialisés
- Henri Sauval : Histoire et Antiquités . En d'autres termes: Histoire et Recherches des Antiquités de la Ville de Paris, 1. Part, Libraire Charles Moette et Imprimeur-Libraire Jacques Chardon, Paris 1724, p. 626.